# Championnat du Liban de football 2006-2007
 (juillet 2020).
Navigation
Saison précédente Saison suivante
La saison 2006-2007 du Championnat du Liban de football est la quarante-septième édition du championnat de première division au Liban. Les douze meilleurs clubs du pays sont regroupés au sein d'une poule unique où ils s'affrontent deux fois au cours de la saison, à domicile et à l'extérieur. À l'issue de la compétition, les deux derniers du classement sont relégués et remplacés par les deux meilleures équipes de deuxième division.
C'est Al-Ansar Club, champion en titre, qui est à nouveau sacré cette saison après avoir terminé en tête du classement final, avec quatre points d'avance sur Safa Beyrouth et dix sur Al Mabarrah Beyrouth. C'est le treizième titre de champion du Liban de l'histoire du club, qui réussit le doublé en s'imposant en finale de la Coupe du Liban face à Al Ahed Beyrouth.

## Les clubs participants
| - Al-Ansar Club - Safa Beyrouth - Nejmeh SC - Shabab Al Sahel - Promu de D2 - Al Rayyan Beyrouth - Club Sagesse - Promu de D2 | - Tripoli SC - Al Tadamon Tyr - Al Mabarrah Beyrouth - Al Ahed Beyrouth - Salam Zghorta - Al Ahly Sidon - Promu de D2 |

## Compétition

### Classement
Le barème utilisé pour établir le classement est le suivant :
- Victoire : 3 points
- Match nul : 1 point
- Défaite : 0 point

| Rang | Équipe               | Pts | J  | G  | N | P  | Bp | Bc | Diff |
| ---- | -------------------- | --- | -- | -- | - | -- | -- | -- | ---- |
| 1    | Al-Ansar Club'T'C    | 49  | 22 | 15 | 4 | 3  | 42 | 24 | +18  |
| 2    | Safa Beyrouth        | 45  | 22 | 13 | 6 | 3  | 47 | 16 | +31  |
| 3    | Al Mabarrah Beyrouth | 39  | 22 | 12 | 3 | 7  | 31 | 17 | +14  |
| 4    | Nejmeh SC            | 36  | 22 | 10 | 6 | 6  | 51 | 22 | +29  |
| 5    | Al Ahed Beyrouth     | 36  | 22 | 9  | 9 | 4  | 43 | 23 | +20  |
| 6    | Club SagesseP        | 35  | 22 | 10 | 5 | 7  | 39 | 32 | +7   |
| 7    | Al Ahli SidonP       | 24  | 22 | 5  | 9 | 8  | 25 | 27 | -2   |
| 8    | Shabab Al SahelP     | 24  | 22 | 6  | 6 | 10 | 24 | 37 | -13  |
| 9    | Al Tadamon Tyr       | 24  | 22 | 5  | 9 | 8  | 20 | 34 | -14  |
| 10   | Tripoli SC           | 22  | 22 | 5  | 7 | 10 | 27 | 33 | -6   |
| 11   | Al Rayyan Beyrouth   | 22  | 22 | 5  | 7 | 10 | 21 | 45 | -24  |
| 12   | Salam Zghorta -6     | -3  | 22 | 0  | 3 | 19 | 8  | 68 | -60  |

|  | Qualification pour la Coupe de l'AFC 2008 et la Ligue des clubs champions arabes 2007-2008 |
|  | Qualification pour la Coupe de l'AFC 2008                                                  |
|  | Relégation en deuxième division                                                            |
|  | T : Tenant du titre C : Vainqueur de la Coupe du Liban P : Promu de D2                     |

- Salam Zghorta reçoit une pénalité de 6 points pour ne pas s'être présenté lors de la rencontre de la 2e journée, face au Club Sagesse. Le club termine donc le championnat avec un total de points négatif.

## Bilan de la saison
| Championnat du Liban de football 2006-2007                        |                           |
| Champion                                                          | Al-Ansar Club (13e titre) |
| Coupes et trophées                                                |                           |
| Vainqueur de la Coupe du Liban 2006-2007                          | Al-Ansar Club             |
| Qualifications continentales                                      |                           |
| Coupe de l'AFC 2008                                               | Al-Ansar Club             |
| Coupe de l'AFC 2008                                               | Safa Beyrouth             |
| Ligue des clubs champions arabes 2007-2008                        | Al-Ansar Club             |
| Promotions et relégations                                         |                           |
| Promus en Premier League                                          | Al Irshad                 |
| Promus en Premier League                                          | Racing Club de Beyrouth   |
| Relégués en Championnat du Liban de football de deuxième division | Al Rayyan Beyrouth        |
| Relégués en Championnat du Liban de football de deuxième division | Salam Zghorta             |